# Enrico Chiaradia
Enrico Chiaradia, né à Caneva, le 9 novembre 1851 et mort dans la même ville le 3 août 1901, est un sculpteur italien.

## Biographie

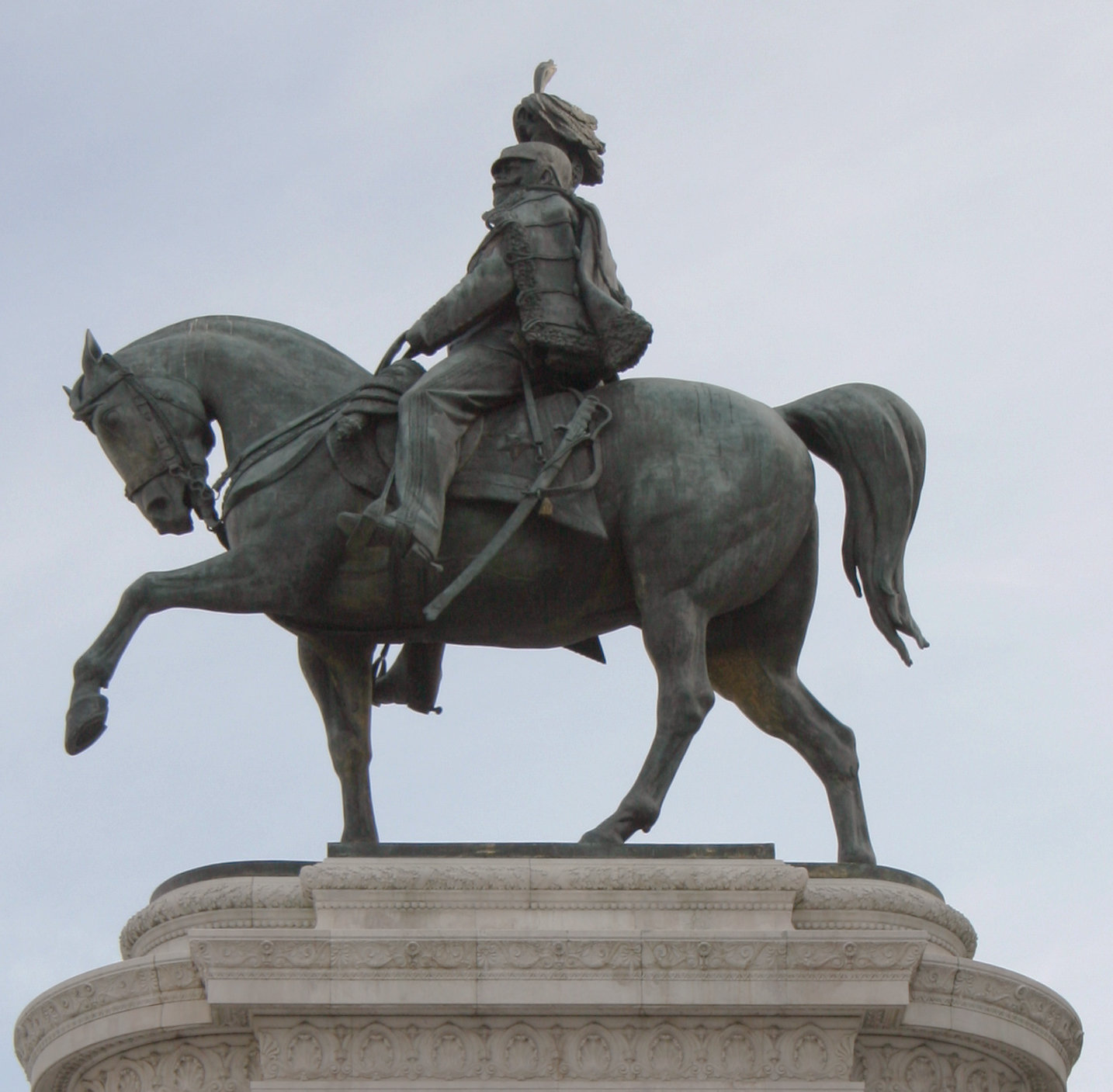
Statue équestre de Victor-Emmanuel II à Rome.

Né à Caneva, dans l'actuelle province de Pordenone, Chiradia complète ses études d'ingénieur à l'Université de Padoue, puis s'installe à Rome où il travaille à l'atelier du sculpteur piémontais Giulio Monteverde.
Son œuvre la plus notable est l'imposante statue équestre en bronze du roi Victor-Emmanuel II, au Vittoriano de Rome. Parmi ses autres travaux, l'on peut distinguer la décoration de l'escalier d'honneur du palais Cavalli-Franchetti à Venise, un buste en bronze de Garibaldi à Conegliano et un monument dédié à Cavour à Padoue. En France, l'on peut remarquer la statue de la Résurrection sur la sépulture de l'industriel Joseph-Frédéric Favier (1814-1886) au cimetière de Bry-sur-Marne.
Il meurt en 1901, avant ses cinquante ans, dans sa commune natale. Après sa disparition, la statue équestre de Victor-Emmanuel II est terminée par Emilio Gallori qui limite son intervention à la seule révision des modèles de cire préparés par Chiaradia.
La municipalité de Rome a baptisé de son nom une voie du quartier du Pinciano. Une rue porte aussi son nom à Padoue et une place de Milan dans le quartier de Vigentino (municipio 5).